# البيضاء صباح (صباح)

تعديل مصدري - تعديل

البيضاء صباح هي إحدى قرى عزلة صباح بمديرية صباح التابعة لمحافظة البيضاء، بلغ تعداد سكانها 833 نسمة حسب تعداد اليمن لعام 2004.